# Instituto Politécnico Rensselaer

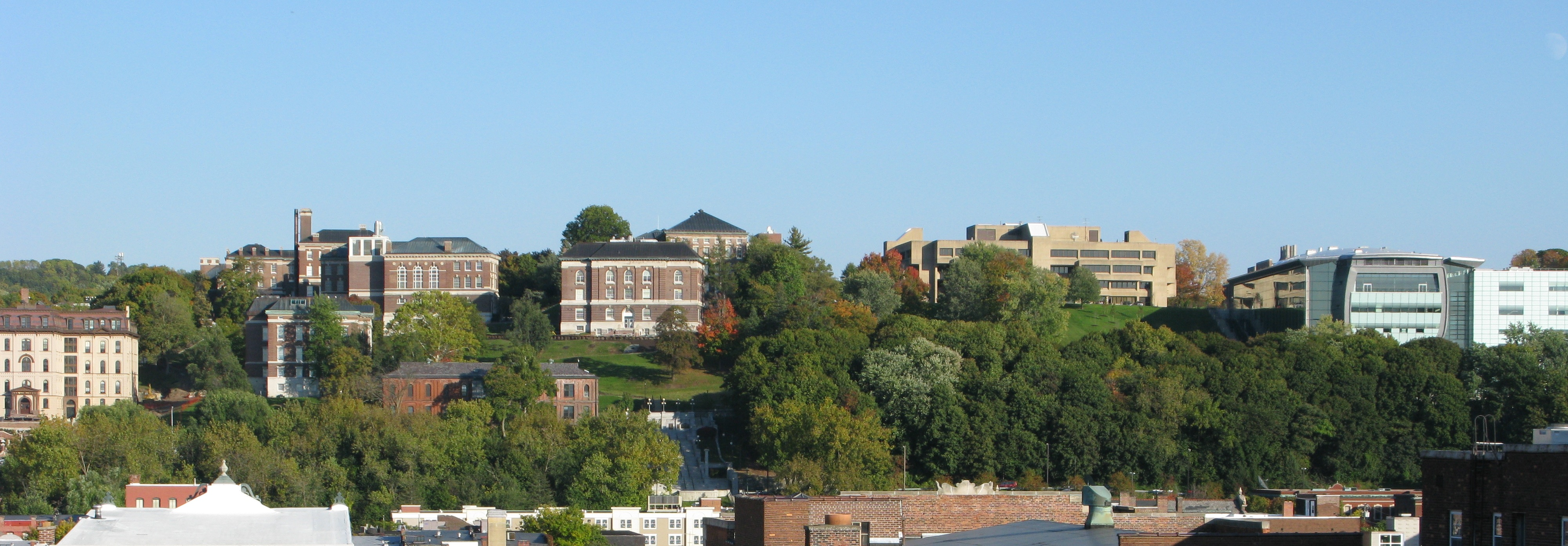
Vista del campus del Instituto Politécnico Rensselaer.

El Instituto Politécnico Rensselaer, conocido habitualmente como RPI (acrónimo de Rensselaer Polytechnic Institute), es una de las principales instituciones dedicadas a la docencia y a la investigación, especialmente en ciencia e ingeniería, de Estados Unidos. El Instituto está situado en Troy, Nueva York (Estados Unidos), y fue fundado el 5 de noviembre de 1824 con el nombre Rensselaer School.